# Kígyók
A kígyók (Serpentes, Ophidia) a hüllők osztályának (Reptilia), Diapsida alosztályába tartozó, azon belül a pikkelyes hüllők rendjébe (Squamata) sorolt alrend. Legközelebbi ma élő rokonaik a gyíkok (Lacertilia), melyekkel közös őstől erednek, így monofiletikus egységet, kládot alkotnak. Testalkotásuk igen sajátos, szinte semmilyen más állatcsoporttal össze nem téveszthetők. Végtagjaikat az evolúció során teljesen elvesztették, így hason kúszó, esetleg vízi szervezetekké alakultak.

## Leírás
Majdnem 2400 kígyófaj létezik a 10,4 cm-es Leptotyphlops carlaeától az óriási kockás pitonig, melynek hossza elérheti a 6,95 m-t. Színük, mintájuk és zsákmányszerző taktikájuk változatos. A kígyók mindent megesznek a hangyáktól, tojásoktól, meztelen csigáktól kezdve a nagyméretű állatokig, például a kajmánokat és a kecskéket is. A termetes zsákmányt is le tudja nyelni, mert rugalmas összeköttetés van a koponyájuk néhány csontja, de különösképpen a koponya és az alsó állkapocs között. Némelyikük mérge nagyon erős: az ausztrál tajpán egyetlen csepp mérge több ezer egeret meg tud ölni. Egyes kobrafajok mérget köpnek, hogy megvakítsák a ragadozókat, a nem mérges pitonok pedig úgy kerekednek felül zsákmányukon, hogy megragadják és szorosan köréje fonódnak. Egyik kígyónak sima, a másiknak nagyon durva a bőre. Az Acrochordus arafurae-k dörzspapírszerű bőrüket használják csúszós halzsákmányuk foglyul ejtésére.
A közép- és dél-amerikai zöld hegyesfejű kígyó 2 m-esre is megnő, átmérője viszont alig 1,3 cm. Zöld színe egybeolvad a levelekével. Karcsú testével gyorsan tekereg az ágak között, fészkekben lévő kismadarakra vadászva.
Sok kígyó, különösen a mérges kígyók ragyogó színükkel figyelmeztetik a ragadozókat, hogy ők veszélyesek. Néhány ártalmatlan faj, mint a vörös királysikló, amely a veszélyes korallkígyókat (micrurus) utánozza vagy mint a háromszínü királysikló (lampropertis triangulum), amely a mérges kígyók színeit ölti magára hasonló céllal.
A zöld anakonda az egyik legsúlyosabb kígyó. Folyami halakra és kajmánokra vadászik.
A kígyók felosztása aszerint, hogy a kígyó méreggel vagy anélkül öli meg prédáját, rendszertanilag nem állja meg a helyét, mert minden csoportnak van méregtermelő tagja. Zsákmányszerzési módszerüket tekintve viszont a mérgeskígyó-fajok mind nagyon hasonló technikát alkalmaznak. Megharapják áldozatukat, a sebbe bejuttatják mérgüket, és útjára engedik azt. A megmart állat eliszkol, ám percek múlva elpusztul. A kígyó a menekülő állatot kiváló szaglása segítségével nyomon követi.

## Anatómia
A kígyók teste hosszú, megnyúlt, végtagjaikat teljesen elvesztették, csak az ősibb, nagy testű óriáskígyókon találjuk meg a hátsó lábak apró csonkjait. Hosszuk a 10,4 cm-es Leptotyphlops carlaeától a 6,95 méter hosszú pitonok és 5,21 méter hosszú anakondák között változatos képet mutat. A nemrég felfedezett titanoboa fosszilis maradványai alapján a tudósok úgy vélik, ez egy valaha élt, a mai fajoknál hosszabb, 12,8 méter hosszú faj lehetett. A test belsejében a függesztőövek is visszafejlődtek. A felső függesztőöv (vállöv) teljesen eltűnt, maradványai sincsenek, ellenben az alsó függesztőöv (medenceöv) maradványait még fellelhetjük. Gerincoszlopuk igen nagy számú csigolyából épül fel. A csigolyák – a fejgyám kivételével – az egész testben bordákat viselnek. A kúszó életmód következtében a szegycsont teljesen feleslegessé vált, így az is visszafejlődött. A koponya állkapcsi készüléke nagyon laza felfüggesztésű, így rendkívüli módon képes az alsó és felső állcsont eltávolodni. Ennek oka, hogy gyökértelen fogaik rágásra nem alkalmasak, így táplálékukat kénytelenek egészben lenyelni. A nagy testű zsákmányok lenyelése igen hosszú és komplikált folyamat, így utána elrejtőznek egy biztonságos helyen, és hosszú ideig emésztenek.
A kígyók fogai mind gyökértelen, ránőtt fogak, mint az a többi pikkelyes hüllőt is jellemzi. A fogak nemcsak a szájüregben fejlődnek ki, hanem sokszor más, a szájüreggel határos csontokon is kialakulnak. Ezek – mint már említettük – nem alkalmasak rágásra, csak a zsákmány megragadására és fogva tartására. Egyes kígyócsoportokban kifejlődnek a köztudatban is jól ismert méregfogak. A méregfogaknak a zsákmányolásban van szerepük, hisz ezeken keresztül ürül ki a zsákmányállatot megbénító erős méreganyag, hogy aztán a kígyó elfogyaszthassa. A méregfogaknak alapvetően két típusuk van.
- Barázdás méregfog: a méregfog elöl, a domború oldalán egy kis végigfutó vájatot, barázdát visel, mely a zsákmányállat testébe vezeti a mérget.
- Csatornás méregfog: úgy alakul ki, hogy barázdás méregfog vájatának két széle összenő egymással, és egy, a fog belsejében végigfutó cső alakul ki, mely pontosabban és gyorsabban juttatja a mérget a zsákmányállat testébe.

A méregmirigy egy exokrin mirigy, mely tulajdonképpen egy módosult ajakmirigynek tekinthető. Kivezető csöve a méregfog barázdájának vagy csatornájának tövébe nyílik.
Kültakarójuk a test egész hosszán száraz szarupikkelyek, viszont a fejen és a hason nem pikkelyeket hanem szarulapokat és -pajzsokat viselnek, melyek több pikkely összeolvadásával keletkeznek.
A kígyók sajátossága még a kétágú nyelv, melyet a száj kinyitása nélkül ki tudnak dugni a szájüregből egy kis ajakrésen. Ez a kígyók számára egy igen fontos érzékelőszerv, leginkább szaglásra szolgál,a kígyó a nyelvével begyűjtött szagmolekulákat a szájpadlásán lévő szagreceptorokhoz továbbítja.. A gyomor hosszú zsákszerű, a belek is erőteljesen felcsavarodottak, követve a test keskeny, hosszúkás alakját. Húgyhólyagjuk visszafejlődött, a tüdőnek is csak az egyik fele fejlett, a másik csökevényes vagy teljesen fel is szívódhat.
A kígyók tekintete merev, soha nem pislognak, ugyanis az alsó és felső szemhéjak összenőttek egymással és átlátszó hártyává alakultak.

## Életmód
A kígyók kivétel nélkül ragadozó állatok, növényevő alakjaik nem ismertek. A nagy testű óriáskígyók náluk sokkal nagyobb termetű zsákmányállatokat is elejtenek, patásokat, krokodilokat is. A kisebb termetű fajok apróbb gerincesekre, például halakra, békákra, rágcsálókra vadásznak. A zsákmány elpusztításában két módszer ismert a kígyók között. Az ősibb, nagy testű óriáskígyóknak nincs méregfoga, így ők az izomerejükkel végeznek az áldozattal: köréje csavarodnak és mindjobban szorítják. Az áldozat csak kilélegezni tud, ugyanis minden egyes kilégzésnél a kígyó egyre összébb szorítja a zsákmányt, míg az meg nem fullad. Ezután egészben lenyeli, majd hosszú hónapokig, vagy akár egy évig is emészt, attól függően, hogy mekkora volt a zsákmány. A mérgeskígyók nem izomerővel ölnek, hanem a méregmirigyeikben termelődő méreganyaggal, mely az idegrendszert támadja meg, de szövetfeloldó hatása is van, így a vérkeringést gyorsan összeomlasztja.
A kígyók nagy része szárazföldi állat, de vannak másodlagosan vízi életmódra áttért fajok is. Ennek mértéke különböző lehet, hisz például a hazai vízisikló (Natrix natrix) gyakran kijön a szárazföldre, ahol ugyanolyan gyorsan mozog, mint a vízben. A tengeri kígyók viszont soha nem hagyják el a vizet, még utódaikat is ott szülik meg (álelevenszülők).
A kígyók nagy része tojásokat rak, melyet aztán magukra hagynak, és a Nap melege költi ki őket. Ellenben egyes fajok, például sok vipera álelevenszülő. A tojásokat nem rakják le a talajba, hanem saját testükben tartják, míg a kis kígyók ki nem kelnek. Mindez azért álelevenszülés, mert az anyaállat és a kis kígyó között semmiféle anyagcserekapcsolat nem áll fenn. A kis kígyó a fejlődéséhez a már kialakult tojásban lévő tápanyagokat használja.

## Rendszerezés
Az alrendbe az alábbi öregcsaládok és családok tartoznak
- Henophidia vagy Boidea öregcsalád 
  - Aniliidae Stejneger, 1907
  - Törpehengereskígyó-félék (Anomochilidae) Cundall, Wallach and Rossman, 1993
  - Óriáskígyófélék (Boidae) Gray, 1825
  - Pitonfélék (Pythonidae)
  - Mauritiusi boafélék (Bolyeriidae) Hoffstetter, 1946
  - Hengereskígyó-félék (Cylindrophiidae) Fitzinger, 1843
  - Loxocemidae Cope, 1861
  - Földiboafélék (Tropidophiidae) Brongersma, 1951
  - Pajzsosfarkú kígyófélék (Uropeltidae) Müller, 1832
  - Földikígyófélék (Xenopeltidae) Bonaparte, 1845

- Typhlopoidea öregcsalád (Cope, 1864) – 3 család 
  - Ősi vakkígyófélék (Anomalepididae) Taylor, 1939
  - Fonálkígyófélék (Leptotyphlopidae) Stejneger, 1892
  - Vakkígyófélék (Typhlopidae) Merrem, 1820

- Xenophidia, más néven Colubroidea vagy Caenophidia öregcsalád
  - Szemölcsös kígyófélék (Acrochordidae) Bonaparte, 1831
  - Ásóvipera-félék (Atractaspididae) Günther, 1858
  - Siklófélék (Colubridae) Oppel, 1811
  - Mérgessiklófélék (Elapidae) F. Boie, 1827
  - Tengerikígyó-félék (Hydrophiidae) Hydrophiidae Smith, 1926 – egyes rendszerek a mérgessiklófélékhez sorolják
  - Viperafélék (Viperidae) Oppel, 1811

## A kígyó a kultúrában
A kígyó sokszor megjelenik szimbólumként is, például a gyógyszerészet és az orvostudomány jelképeként. Az Ószövetségben az első emberpár, Ádám és Éva megkísértőjeként szerepel. A kígyó a gonoszság, az álnokság, a bűn, a csábítás, a megtévesztés jelképe. Mivel a hüllők kiszámíthatatlan, veszélyes és visszataszító élőlények, ezért az emberek könnyen összekapcsolták megjelenésüket ezen negatív dolgokkal.
A kígyót gyakran ábrázolták őrzőként is. A mítoszokban és legendákban gyakran szerepel, mint kincsek, az élet forrása vagy egyéb szent helyek őrzője. Kígyó őrizte azt a fát is, amelyen az Iaszonról és az Argonautákról szóló görög mitológia szerint az aranygyapjú lógott.
A magyaroknál a fehér kígyó nagy jelentőséggel bírt:
„A fehér kígyó egy nagyon régi hagyomány szakrális védő állata, a szent helyek őrzője. … A Kelet-európai néphitben sokszor feltűnik, mint az égiek földön hagyott házőrzője…”
A kígyó a magyar nép hiedelmeiben természetfeletti erővel felruházott állat. Az általános elképzelés az volt, hogy minden háznak van egy ilyen kígyója, ami házi szellemként funkcionál. A család jólététe, gazdagsága, boldogulása függ tőle. A házban, többnyire a ház falában, a tűzhelyben, vagy a küszöb alatt él. Védi a család nyugalmát, ha idegenek közelítenek, jelez.
A kígyólábú Anyaistennő hite több népnél is megtalálható.
Az azték esőistent kétfejű kígyó képében tisztelték.
Az afrikai busmanok szerint az elhunyt ősök kígyó formájában néha megjelennek a földön.
A buddhizmusban és a hinduizmusban is jelképezi a kígyó a jógagyakorlatok során felszabaduló kozmikus energiát. Kínában a kígyót sokszor nem különböztetik meg a sárkánytól, amely általában pozitív jelentéssel bír, mivel az esővel kapcsolatos. A kínai szimbolikában szerepel egy érdekes ábrázolás is, mikor a kígyónak kettős feje van férfi és női (Jin és Jang).
A homologikus algebra egyik központi állítása a kígyó-lemma nevet viseli.

## Története
A kígyók az evolúció során a gyíkokból alakultak ki, úgy, hogy azok lassan elvesztették lábaikat. Átmeneti forma volt például a 92 millió évvel ezelőtt élt Eupodophis descouensi, amelynek két csökevényes lába volt.